# 鹿児島高等学校

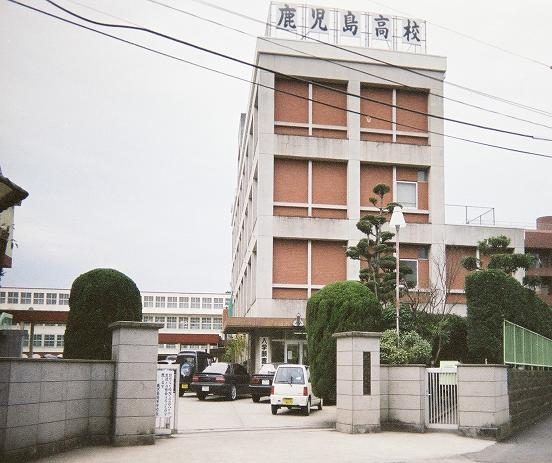
校舎建て替え以前の校門からの外観

鹿児島高等学校 （かごしまこうとうがっこう 英語: Kagoshima High School） は、鹿児島県鹿児島市薬師一丁目にある私立の高等学校。学校法人津曲学園が運営している。地元での通称は「鹿高」（かこう）。鹿児島高等女学校と鹿児島中学校（旧制）の2校を前身とする。

## 概要
県内最大級の生徒数（約2,000名）が在籍する。尚、同じような学校名に鹿児島県立鹿児島工業高等学校があるが、地元で「かこう」を用いる場合は「鹿児島高校」を指すことが多い。県名及び県都の市名を冠していることから、しばしば他県出身者からは公立の学校であると誤解されることがある。
卒業後は大学進学や鹿児島県内企業への就職、特に姉妹校である鹿児島国際大学への進学が多い。
1990年、同学園が経営する鹿児島高等学校修学館高等部が別館として設置されたが、2002年に分離・独立した。
寮（玉江寮）は平成25年度をもって閉館。女子寮の玉江寮は、元は鹿児島短期大学（後の鹿児島国際大学短期大学部、2016年現在廃止）の寮であった。鹿児島短期大学が校名改称・移転に伴い、当校の寮になった。2010年（平成22年）までは修学館高等学校との共同の寮であったが、後に実質当校の女子寮になったため、基本的には入寮出来た。平成26年度以降は、男子も女子もかけごしや薬師の下宿を学校から斡旋される。

## 沿革

### 学制改革以前

#### 鹿児島高等女学校
- 1922年（大正11年）12月12日 - 設立（建学の趣旨発表）[1]。
- 1923年（大正12年） - 鹿児島高等女学校開校（1月設置認可、4月第一回入学式、6月開校式典）[1]。

```
 ウィキソースには、
鹿兒島高等女學校設置開校認可
の原文があります。
```

- 1926年（大正15年） - 専攻科設置認可[1]。
- 1945年（昭和20年）6月 - 戦災により全焼[1]。
- 1948年（昭和23年）4月 - 鹿児島中学校と合併し新制高等学校となる[1]。
- 1949年（昭和24年）3月 - 最終卒業式挙行、閉校[1]。

鹿児島高等家政女学校
- 1929年（昭和4年） - 鹿児島高等家政女学校および同専攻科の設置認可。
- 1945年（昭和20年）6月 - 戦災により全焼。
- 1949年（昭和24年）3月 - 最終卒業式挙行、閉校。

#### 鹿児島中学校（旧制）
- 1929年（昭和4年）4月 - 鹿児島中学校開校（前年11月設置認可）[1]。

```
 ウィキソースには、
鹿兒島中學校設置開校認可
の原文があります。
```

- 1945年（昭和20年）8月 - 戦災にあう[1]。
- 1948年（昭和23年）4月 - 鹿児島高等女学校と合併し新制高等学校となる[1]。
- 1949年（昭和24年）3月 - 最終卒業式挙行、閉校[1]。
  - 鹿児島高等女学校とともに新制津曲学園高等学校の母体となった一方、一部の旧制鹿児島中学校から新制高等学校に進学する生徒は市立の鹿児島市高等学校第一部・第三部の各普通科（後の鹿児島玉龍高等学校）に振り分けられて編入された[注釈 1][2]。

### 新制高等学校
- 1948年（昭和23年）4月 - 鹿児島高等女学校と鹿児島中学校が合併され、新制の津曲学園高等学校（普通科、別科）が発足[1]。
- 1950年（昭和25年）4月 - 津曲学園高等学校を鹿児島高等学校と改称[1]。
  - 同年月 - 商業科の設置認可、別科を廃止[1]。
- 1962年（昭和37年）4月 - 工業化学科を設置[1]。
- 1957年（昭和42年）2月 - 工業化学科の生徒募集を停止[1]。
- 1969年（昭和54年）4月 - 英数科発足（前年9月設置認可）[1]。
- 1990年（平成2年）4月 - 中高一貫教育[注釈 2]をおこなう別館として修学館高等部を開設[3]。

- 2001年（平成13年）4月 - 全学科男女共学化[1]。
- 2002年（平成14年）4月 - 商業科を情報ビジネス科に改称[1]。
  - 同年月 - 修学館高等部が鹿児島高等学校から独立（鹿児島修学館高等学校となる[1]）。
- 2008年（平成20年）7月 - 新館（6階建）が竣工[1]
- 2009年（平成21年）3月 - 全面人工芝グラウンドが完成[1]
- 2009年（平成21年）4月 - 英数科に特進コースを設置[1]
- 2011年（平成23年）4月 - 新制服を制定[1]
- 2023年（令和5年）12月 - 創立100周年記念式典を挙行[1]

## 設置学科
- 普通科
  - 選抜コース
- 英数科（1979年設置）
  - 特進コース
- 情報ビジネス科（2002年商業科から改称）

## 部活動
鹿児島高校では部によっては兼部ができる
- 美術部

- 野球部

1963年第45回大会、1967年第49回大会に出場（ともに一回戦敗退）。
- 男子バスケットボール部

- 女子バスケットボール部

ウインターカップ4回出場。
- 陸上競技部

- 駅伝部

- 水泳部

- 男子バレーボール部

- 女子バレーボール部

- イラスト同好会

- 茶道部

- フェンシング部

- 剣道部

- 和太鼓部

- eスポーツ同好会

## 交通
- JR九州新幹線、鹿児島本線、指宿枕崎線「鹿児島中央駅」西口より徒歩約13分

## 出身者
- 稲森いずみ - 女優
- 稲盛和夫（旧制鹿児島中）[2] - 実業家、京セラ名誉会長、KDDI名誉会長、日本航空名誉会長
- 伊牟田均[4] - 実業家、城山観光社長・会長
- 岡元勝幸 - プロ野球選手（サンケイアトムズ）、社会人野球選手
- 栫政彦 - プロ野球選手（阪急ブレーブス、広島東洋カープ）
- 勝みなみ - プロゴルファー
- 芳即正（旧制鹿児島中） - 歴史学者（鹿児島県郷土史）、鹿児島県立図書館館長、鹿児島県立短期大学教授、鹿児島純心女子短期大学教授、尚古集成館館長
- 黒江透修 - プロ野球選手（読売ジャイアンツ）、1968年ベストナイン（遊撃手）、プロ野球コーチ、社会人野球選手
- 徳田毅[5] - 国会議員（衆議院）
- 中原勇 - プロ野球選手（日本ハムファイターズ（旧 東映フライヤーズ 日拓ホームフライヤーズ）、阪神タイガース）、社会人野球選手
- 東川篤哉[6] - 小説家（推理作家）
- 村島里佳[7] - アナウンサー（大分朝日放送）
- 本東洋- プロ野球選手（オリックス・ブルーウェーブ）、社会人野球選手